# Symfonie nr. 5 (Villa-Lobos)
De Symfonie nr. 5 "La Paz" (De Vrede) is de grote onbekende in het oeuvre van de Braziliaan Heitor Villa-Lobos. Er is geen partituur of schets van, en het museum dat alle zaken rondom de componist verzamelt heeft er tot nu toe (2008) niets van kunnen vinden. Het schijnt dat er in 1950 een uitvoering zou plaatsvinden in Carnegie Hall onder leiding van Eleazar de Carvalho, maar de partituur heeft New York nooit bereikt; de eerste vrouw van de componist zou daar debet aan zijn. Ook Florent Schmitt, bekend als componist van Les Dionisiaques voor harmonieorkest, zorgde voor een uitvoering van deze symfonie door La Musique de la Garde Republicaine te Parijs onder leiding van Guillaume Balay.
De delen van het werk zijn:
- 1. Allegro
  2. Scherzo
  3. Moderato
  4. Allegro grandioso

Bekend is de orkestratie voor groot koor, harmonieorkest en symfonieorkest.

## Bron en discografie
- Site gewijd aan Villa-Lobos
- Francis Pieters: Villa Lobos en het blaasorkest, in: St.-Caecilia Maandblad voor de Federatie van Katholieke Muziekbonden in Nederland (FKM), jrg. 43 nr. 5 - mei 1988, pp. 141-143